# زربية بابار (سجاد)
زربية بابار هي نوع من السجاد يصنع في بابار في منطقة الأوراس في الجزائر. مصنوع من خيوط الصوف والكتان. يعتبر سجاد بابار من أشهر أنواع السجاد الجزائري,,.

## مذكرات و مراجع
1. ↑  http://www.aps.dz/regions/88722-tapis-de-babar-un-metier-des-femmes-de-nememcha-qui-resiste-au-temps نسخة محفوظة 2019-06-26 على موقع واي باك مشين.
2. ↑  https://www.huffpostmaghreb.com/2015/10/15/tapis-babar-khenchela_n_8305452.html نسخة محفوظة 2019-06-26 على موقع واي باك مشين.
3. ↑  "Salon international du tourisme.. Le tapis de Babar (Khenchela) à Berlin". dz.com. 25 يونيو 2019. مؤرشف من الأصل في 2019-06-26. اطلع عليه بتاريخ 2020-10-13..